# Football Club Racing Rodange
Il Football Club Racing Rodange è stata una società calcistica lussemburghese con sede nella città di Pétange, fondata nel 1931 e scomparsa nel 1991.

## Storia
Il Football Club Racing Rodange è stato fondato nel 1931. Prese il nome di Fussballverein 31 Rodange nel 1940 (durante l'occupazione tedesca) prima di riprendere il suo nome originale nel 1944 alla fine dell'occupazione tedesca.
Il Football Club Racing Rodange disputa il suo primo campionato di prima divisione del campionato lussemburghese di calcio nel 1946-1947, terminando in decima posizione e quindi retrocedendo. Nel 1949, il Racing Rodange perde la finale della Coupe de Luxembourg.
Il club ritrova la prima divisione nel 1950-1951. Retrocede alla fine del campionato 1952-1953 dopo aver conseguito l'undicesima posizione in classifica. La squadra torna immediatamente nel primo livello del calcio lussemburghese nel campionato 1954-1955. La sua ultima apparizione in prima divisione avviene nel campionato 1955-1956.
Nel 1991 la squadra si fonde con il Football Club Chiers Rodange formando il Football Club Rodange 91.

## Palmarès

### Altri piazzamenti
- Coppa del Lussemburgo:

Finalista: 1948-1949